# 壽良
壽良（？—？），字文淑，蜀郡成都人。父親與祖父兩代都曾擔任犍為太守，年少時與犍為人張微、費緝齊名。

## 生平
壽良專研《春秋三傳》，掌握《五經》，操守方正，樸素簡約。仕蜀漢時，擔任益州從事，入朝中擔任散騎、黃門侍郎。
蜀亡入晉後，擔任郡主簿、上計吏。後被舉薦為孝廉，壽良不接受。益州徵辟他為主簿，又升為治中從事、別駕從事，治理一州事物。
泰始四年三月（268年），羅憲跟隨晉武帝司馬炎在華林園參與宴會，晉武帝詢問蜀漢大臣的子弟，又問起其中適合任用者，羅憲推薦了常忌、杜軫、壽良、陳壽、高軌、呂雅、許國、費恭、諸葛京、陳裕，他們隨即得到了進用，都在當時知名於世。
刺史皇甫晏推薦壽良到三司，被三司徵辟擔任太宰。後外放擔任霸城縣令，始平太守，治理政事良好。從扶風轉到秦國內史。文立去世後，溫縣縣令李宓上表給晉武帝推薦壽良繼承文立的職務。於是武帝徵辟壽良擔任黃門侍郎，兼任二州都給事中，梁州刺史。數年後，又遷入朝廷擔任散騎常侍，大長秋，壽良逝世後，被安葬在洛北芒山。
王崇與蜀漢名臣壽良、李密、陳壽、李驤、杜烈一同入京都洛陽，被稱為是梁、益二州有代表性的俊傑。壽良、李密、陳壽、李驤、杜烈五人雖然交情甚好但最終都疏遠陌生了，只有王崇一人憑著寬厚和順的性格，不分彼此，對待五人一視同仁，一直保持著深厚的友誼。
寿良著有《诸葛亮集》，并且和陈寿《诸葛亮集》内容有所不同。

## 評價
- 《華陽國志》評曰：長秋忠肅，明允篤誠。
- 李密：良公在朝時，二州之望，宜見超升，紹繼立後。